# Adalbertus Ranconis de Ericinio
Adalbertus Ranconis de Ericinio (češko Vojtěch Raňkův z Ježova), češki teolog in filozof, * 1320, Ježov † 15. avgust 1388, Praga.
Leta 1355 je bil imenovan za rektorja pariške univerze. Napisal jeTractatus de communione, razpravo o spovedi in darovanju evharistije s strani laikov. Znan je tudi po tem, da je na Češkem predstavil ideje Johna Wycliffa.
Leta 1378 je Adalbertus Ranconis na pogrebu svetorimskega cesarja Karla IV. Luksemburškega razglasil za pater patriae Kraljevine Češke.